# 巴耶济德二世库里耶

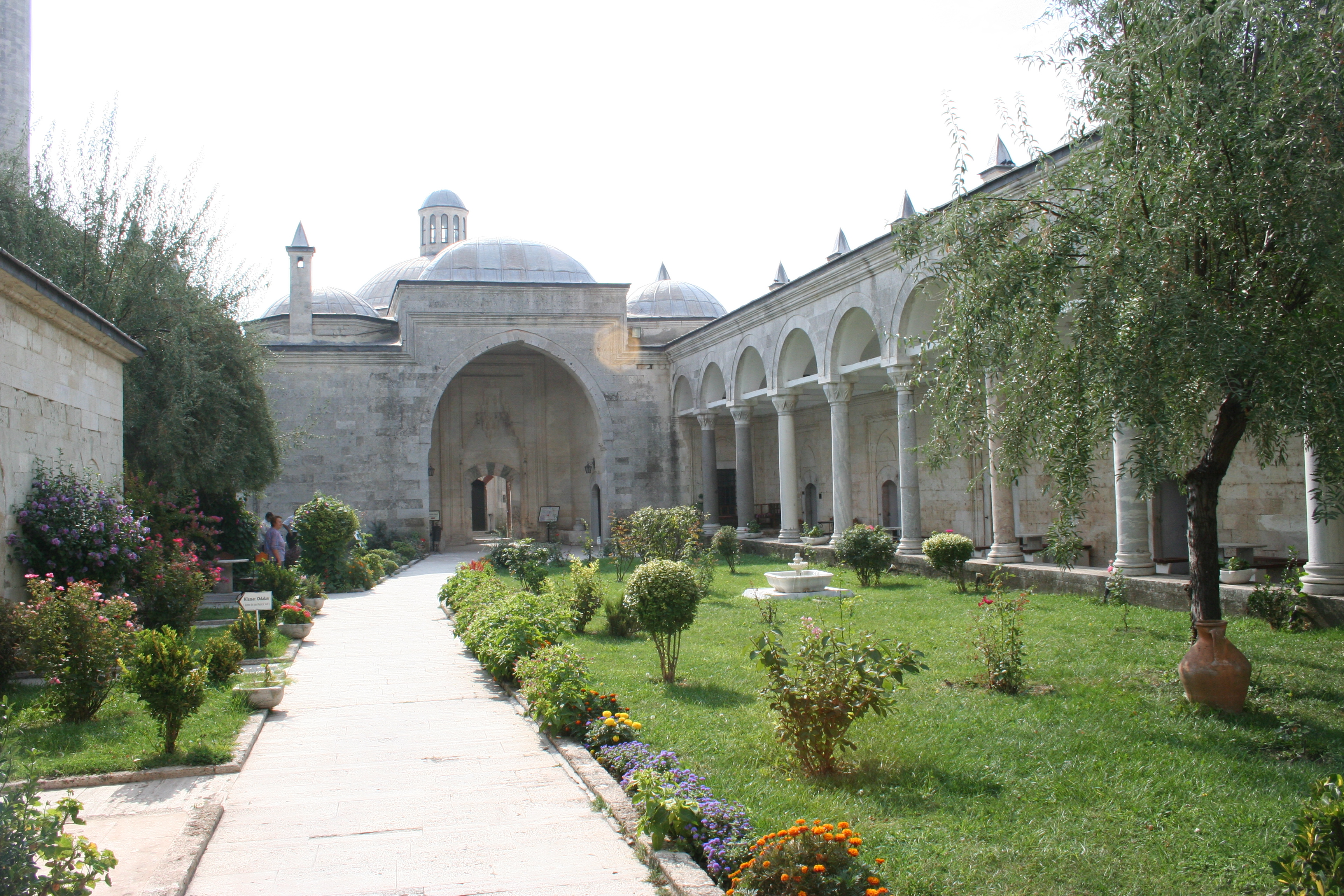
The inner courtyard of the darüşşifa

巴耶济德二世库里耶（土耳其語：Sultan II Bayezid Külliyesi）是一个库里耶，位于土耳其埃迪尔内，它建于1488年，由奥斯曼帝国建筑师 Mimar Hayruddin 为苏丹巴耶济德二世（1481-1512年在位）而建。
该建筑群设有一个健康之家（darüşşifa），这家医学院存在过四个世纪，从1488年到1877-1878年的俄土战争。这家医院以对精神疾患的治疗方法著称，使用音乐、水声和气味。历史悠久的健康之家于1993年并入特拉基亚大学，于1997年改建为巴耶济德二世库里耶健康博物馆，专注于医学史 以及一般的健康问题。2016年，该建筑群被列入土耳其世界遗产预备名单。

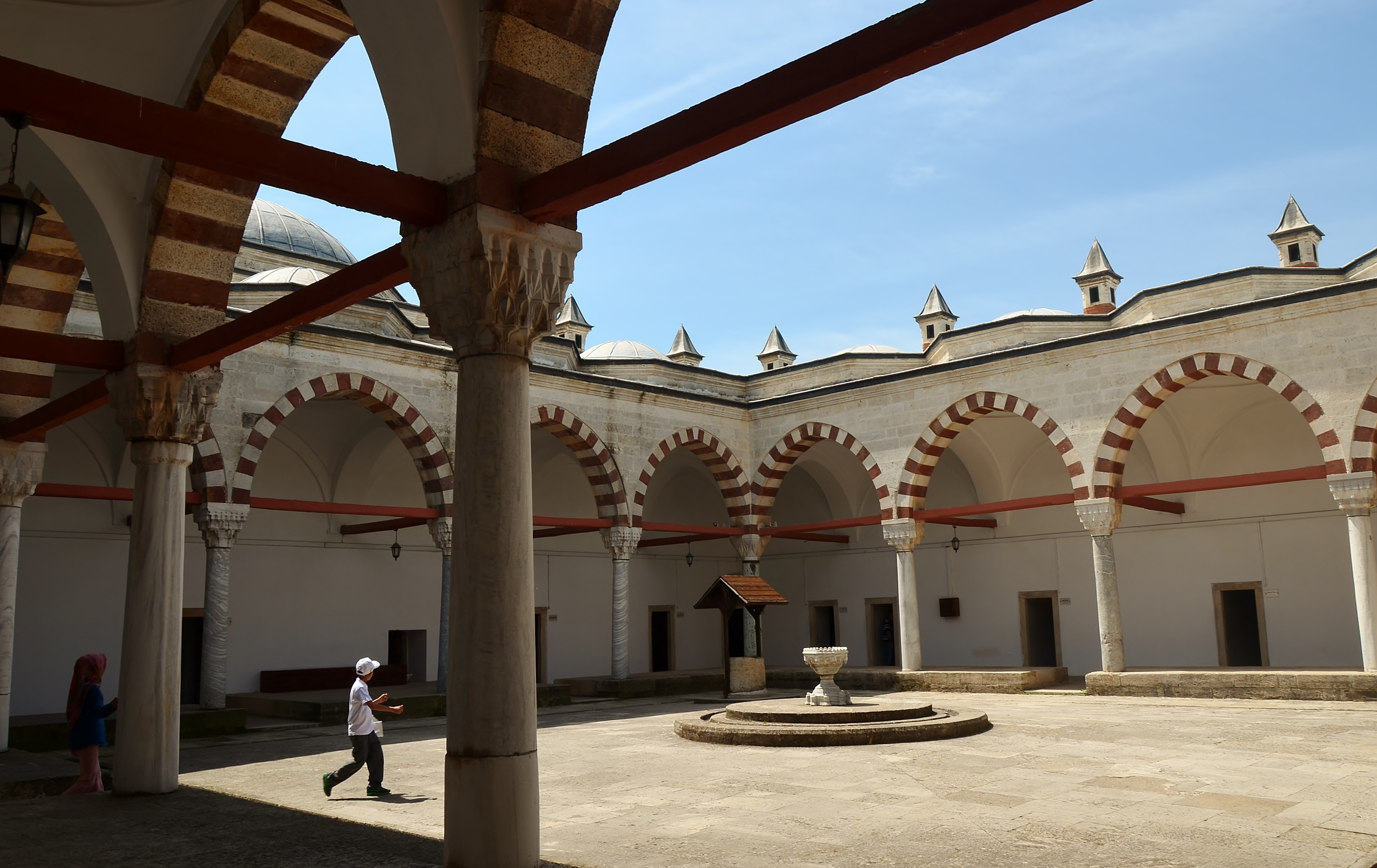
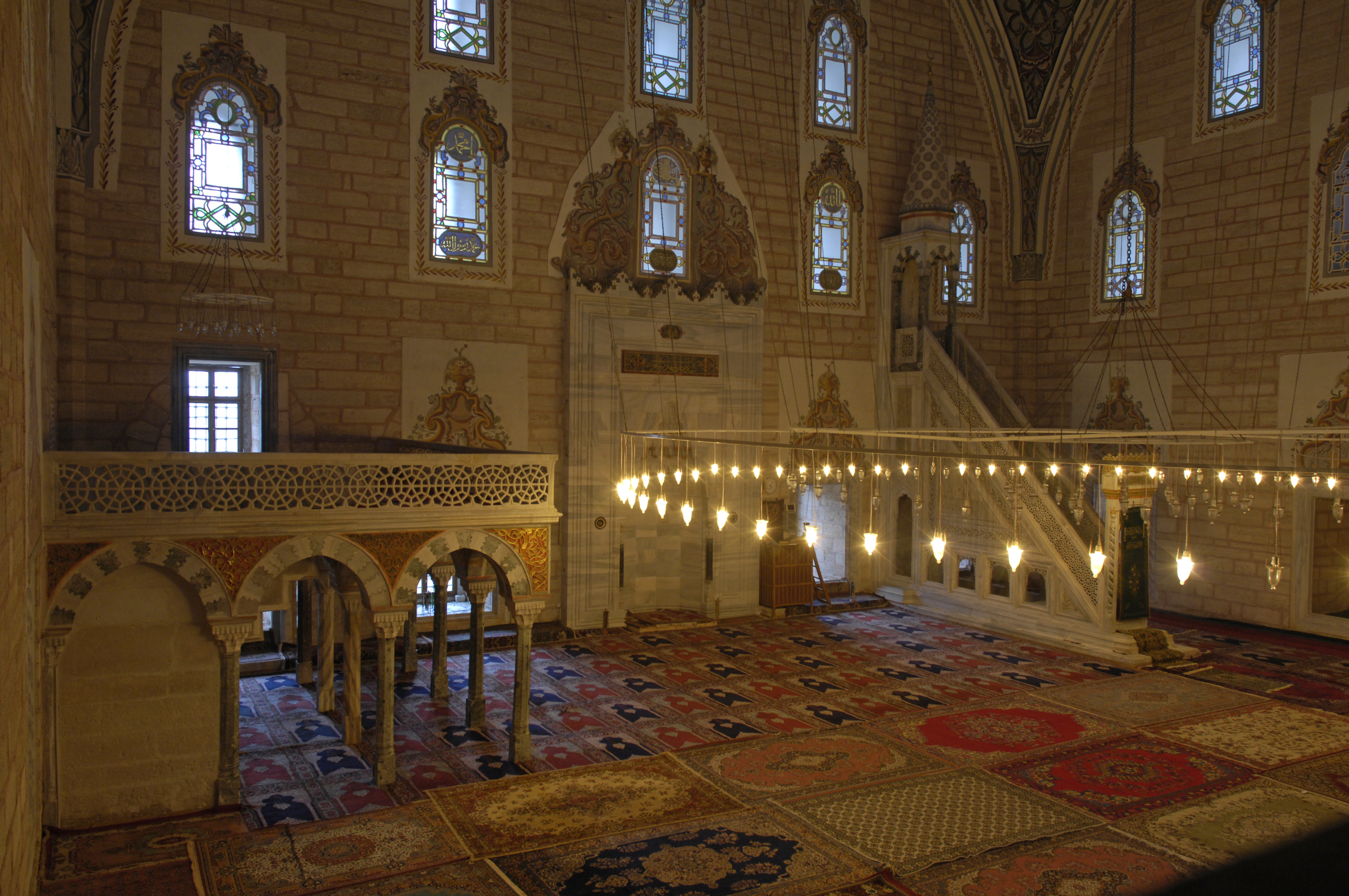
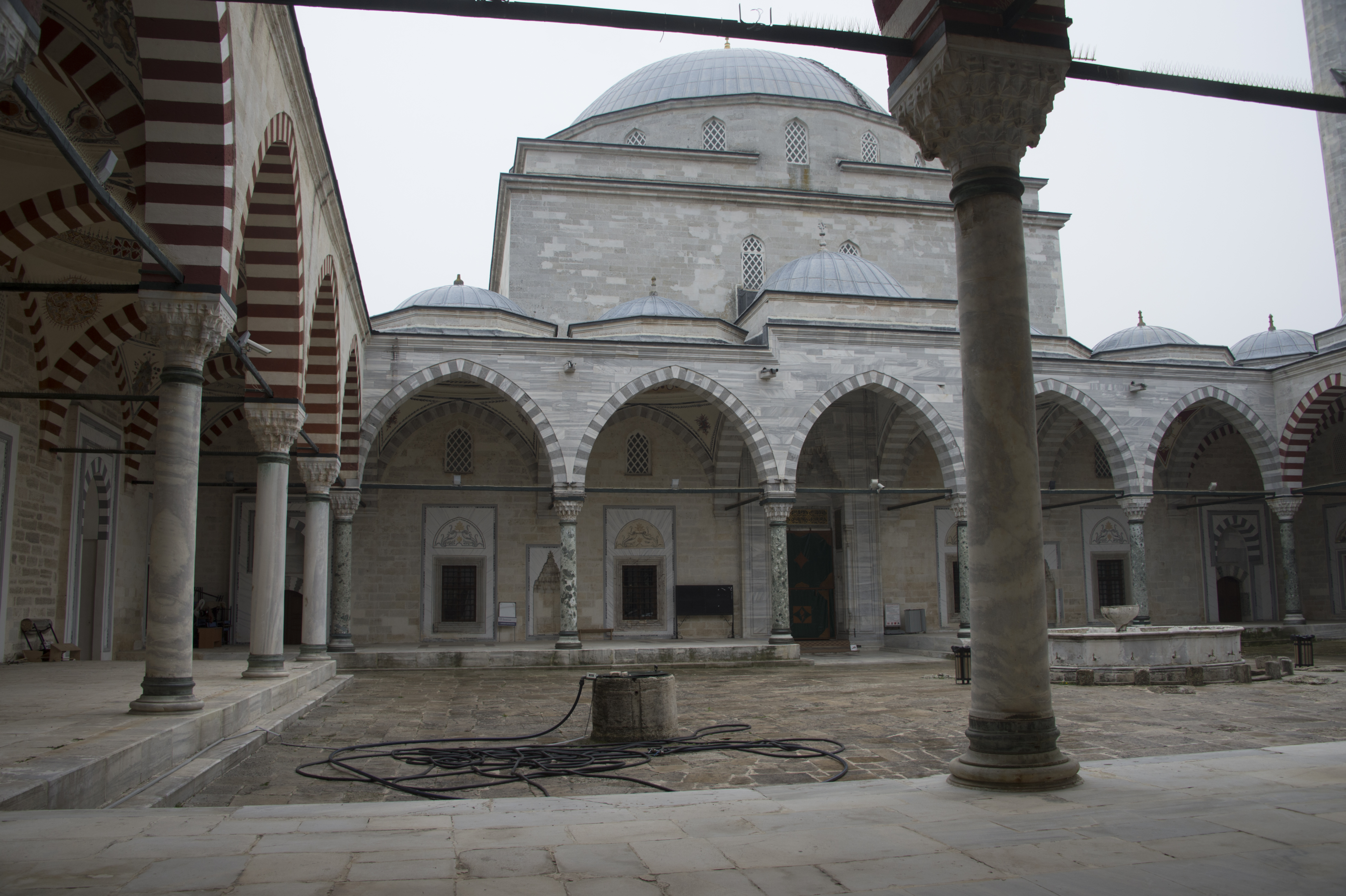
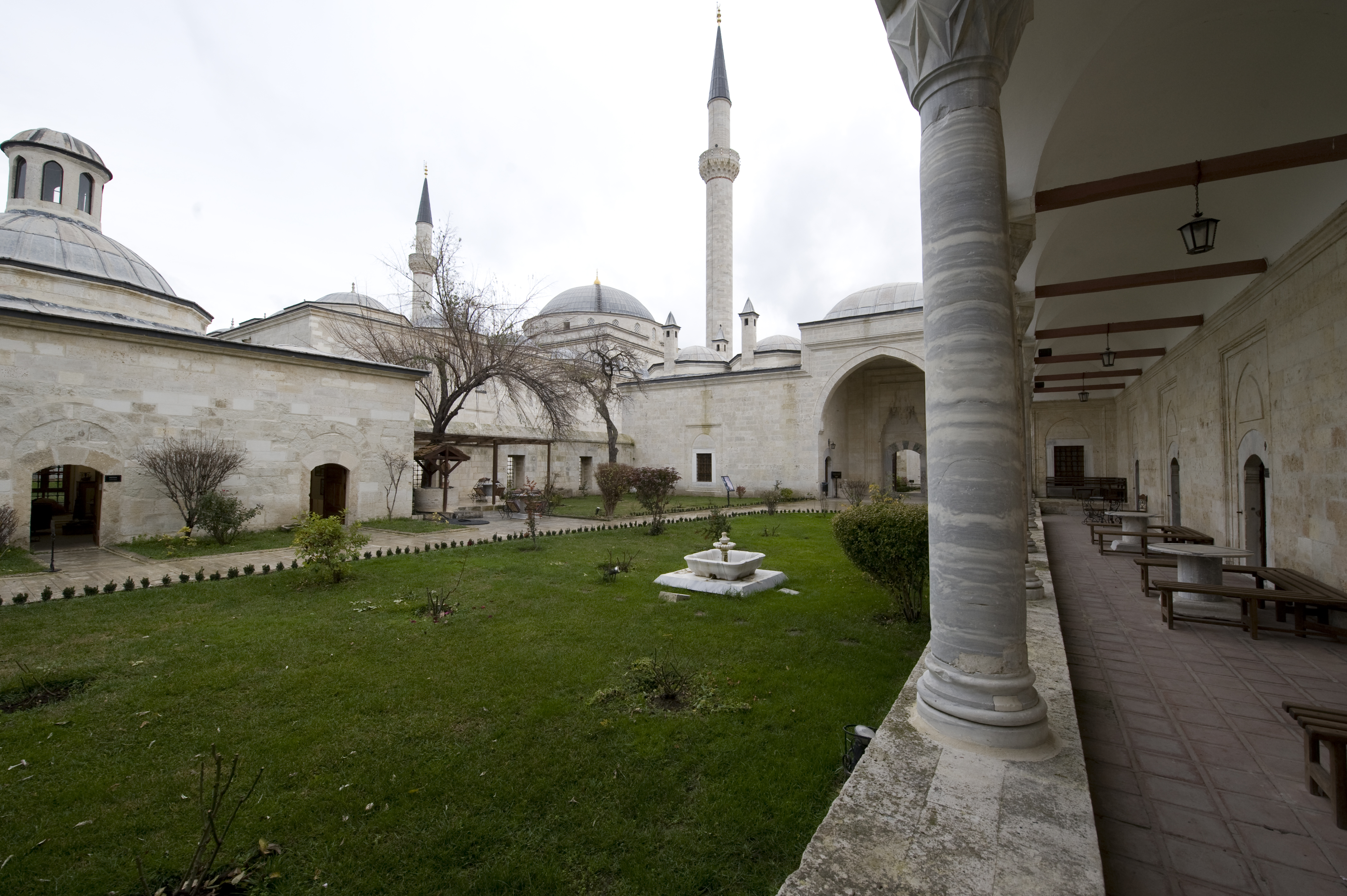